# 孔冲
孔冲（？—？），会稽郡山阴縣人，孔子二十四代孙，孔竺次子，孔恬之弟，孔奕之兄，晋朝丹阳郡太守、大尚书。
有子孔侃。八世孫孔休源。